# شیخ برکه
شیخ برکه (به عربی: الشیخ برکة) یک روستا در سوریه است که در ناحیه سنجار واقع شده‌است. شیخ برکه ۱٬۲۵۶ نفر جمعیت دارد.